# ケーフラハ線
ケーフラハ線（ドイツ語;Köflacherbahn）は、グラーツ・ケーフラハ鉄道の鉄道線の名称である。路線番号550。

## 運行形態[1]
以下、2つの系統に分かれている。両系統が合流するグラーツ - リーボホ間は、概ね平日毎時2本、土曜日・休日毎時1本の運行となる。
S61系統 (グラーツ - リーボホ - ヴェトマンシュタイン/ヴィース)
平日・土曜日は1～2時間に1本、休日は2時間に1本の運行。リーボホ以西はヴィース線に直通する。
S7系統 (グラーツ - リーボホ - ケーフラハ)
平日・土曜日は1時間に1本、休日は2時間に1本の運行。

## 駅一覧
以下では、ケーフラハ線の駅と営業キロ、停車列車、接続路線などを一覧表で示す。
| 路線名 | 駅名                                 | 駅間営業キロ | 累計営業キロ | S | 接続路線                  | 所在地               | 所在地           |
| ------ | ------------------------------------ | ------------ | ------------ | - | ------------------------- | -------------------- | ---------------- |
| 550    | グラーツ本駅                         | -            | -0.2         | ◎ | 501号線、502号線、530号線 | シュタイアーマルク州 | グラーツ市       |
| 550    | グラーツ・ケーフラハ駅               | 0.8          | 0.6          | ◎ |                           | シュタイアーマルク州 | グラーツ市       |
| 550    | ヴェッツェルスドルフ駅               | 2.2          | 2.8          | ○ |                           | シュタイアーマルク州 | グラーツ市       |
| 550    | ヴェブリンク駅                       | 2.1          | 4.9          | ○ |                           | シュタイアーマルク州 | グラーツ市       |
| 550    | シュトラスガンク駅                   | 1.5          | 6.4          | ◎ |                           | シュタイアーマルク州 | グラーツ市       |
| 550    | プレムシュテッテン・トーベルバト駅   | 4.7          | 11.1         | ○ |                           | シュタイアーマルク州 | グラーツ郊外郡   |
| 550    | リーボホ駅                           | 3.9          | 15.0         | ◎ | ヴィース線                | シュタイアーマルク州 | グラーツ郊外郡   |
| 550    | リーボホ・シャーデンドルフ駅         | 3.2          | 18.2         | ○ |                           | シュタイアーマルク州 | グラーツ郊外郡   |
| 550    | ゼーディンク・モースキルヒェン駅     | 3.5          | 21.7         | ○ |                           | シュタイアーマルク州 | フォイツベルク郡 |
| 550    | ケップリンク駅                       | 3.0          | 24.7         | ○ |                           | シュタイアーマルク州 | フォイツベルク郡 |
| 550    | クロッテンドルフ・リーギスト駅       | 2.8          | 27.5         | ○ |                           | シュタイアーマルク州 | フォイツベルク郡 |
| 550    | ガイスフェルト駅                     | 2.0          | 29.5         | ○ |                           | シュタイアーマルク州 | フォイツベルク郡 |
| 550    | クレムス・イン・シュタイアーマルク駅 | 2.1          | 31.6         | ○ |                           | シュタイアーマルク州 | フォイツベルク郡 |
| 550    | フォイツベルク駅                     | 2.3          | 33.9         | ◎ |                           | シュタイアーマルク州 | フォイツベルク郡 |
| 550    | ベアンバッハ駅                       | 2.2          | 36.1         | ◎ |                           | シュタイアーマルク州 | フォイツベルク郡 |
| 550    | ケーフラハ駅                         | 4.0          | 40.1         | ◎ |                           | シュタイアーマルク州 | フォイツベルク郡 |